# MPEG-D
MPEG-D는 오디오 코딩의 표준 그룹으로서, 공식 명칭은 ISO/IEC 23003 - MPEG 오디오 기술(MPEG audio technologies)이며 2007년 이후로 게시되고 있다.
MPEG-D는 4가지 파트로 구성된다:
- MPEG-D 파트 1: MPEG 서라운드[5] (즉, Spatial Audio Coding[6])
- MPEG-D 파트 2: SAOC(Spatial Audio Object Coding)[7]
- MPEG-D 파트 3: USAC(Unified Speech and Audio Coding)[8]
- MPEG-D 파트 4: 다이내믹 레인지 컨트롤(Dynamic Range Control)[9]

## 같이 보기
- ISO/IEC JTC 1/SC 29